# Kuwana
Kuwana (桑名市 -shi) é uma cidade japonesa localizada na província de Mie.
Em 2003 a cidade tinha uma população estimada em 109 259 habitantes e uma densidade populacional de 1 906,79 h/km². Tem uma área total de 57,30 km².
Recebeu o estatuto de cidade a 1 de Abril de 1937.